# Ölberg (Ditzingen)
Ölberg ist der Name eines Wohnplatzes der Stadt Ditzingen im mittleren Glemstal. Die Häusergruppe steht etwas vor der Zechlesmühle am linken Abhang zur Glems.

## Geschichte
Der Ölberg wurde bereits im württembergischen Staatshandbuch von 1942 als Wohnplatz aufgeführt, war damals jedoch noch nicht amtlich anerkannt. Der Ditzinger Gemeinderat leitete per Beschluss vom 10. Januar 1961 das ordentliche Benennungsverfahren ein. Nach Zustimmung des Hauptstaatsarchivs, der Württembergischen Landesstelle für Volkskunde, des Statistischen Landesamts und des Landesvermessungsamts wurde die Ausweisung als Wohnplatz genehmigt und gemäß § 2 Abs. 4 der 1. Durchführungsverordnung zur Gemeindeordnung öffentlich bekanntgegeben.

## Name
Am Ölberg wird im Ditzinger Fleckenbuch von 1524 als Flurname erwähnt. Er leitet sich entweder von einem abgegangenen Bildstock mit der Gethsemaneszene ab oder ist eine Verkürzung aus Ölschlägberg und bezieht sich dann auf die Ölmühle, die an der Stelle der heutigen Zechlesmühle stand. Auf die erstere Ableitung deutet der nahegelegene Flurname Zu den Schächern, auf die zweite die Flurnamen Ölschlägwiesen und In der Ölschläg. Vermutlich ist die Ölmühle als Namensgeber vorzuziehen.